# Zemfira
Zemfira Talgatovna Ramazanova, bolj znana samo kot Zemfira, ruska rock glasbenica, * 26. avgust 1976, Ufa, Baškortostan, Rusija.
Znana je po svojem temačnem in blago provokativnem slogu, s katerim se upira tradicionalni vlogi žensk v ruski glasbi. Pogosto posega v tabu teme, kot so AIDS, depresija, homoseksualnost in odtujenost. Kritiki jo primerjajo z zahodnimi glasbenicami, kot sta Björk in Kate Bush, drugi pa ji pravijo »Kurt Cobain v krilu«.
Zemfira, po rodu volška Tatarka, je začela kariero kot zvočna tehnica na radiu, ponoči pa je ustvarjala v radijskem studiu. Okoli sebe je zbrala skupino (Rinat Ahmadijev, Sergej Sozinov, Sergej Miroljubov in Vadim Solovjov), s katero je po nekaj koncertih pritegnila pozornost producentov in leta 1999 izdala prvenec z naslovom Zemfira (Земфира). Predvsem uspešnico »СПИД« (AIDS) so takrat radijske postaje pogosto vrtele. Sledila je turneja, med katero so posneli drugi album Prosti menja moja ljubov (Прости Меня Моя Любовь, 2000).
Po albumu 14 Nedelj Tišini (14 Недель Тишины, 2002) je imela s skupino nekajletni premor od nenehnega koncertiranja, leta 2005 pa so se vrnili z albumom Vendetta (Вендетта). Odtlej bolj ali manj redno nastopajo in izdajajo albume.
Leta 2013 je bila izbrana za najboljšo rusko izvajalko v prvem krogu izbora za najboljšega izvajalca glasbe sveta na MTV European Music Awards.
Februarja 2021 je izdala zadnji album Бордерлайн, ki sedaj predstavlja na koncertih glavnino repertoarja. Zadnji koncert v Rusiji je imela  kmalu po začetku ruske invazije na Ukrajino, 26. februarja 2022 v Moskvi - kmalu nato je zapustila Rusijo in se naselila v Franciji. V 2022 je izdala še nekaj pesmi s protivojno tematiko. V Rusiji so jo leta 2023 uvrstili na seznam "tujih agentov". Trenutno koncertira po Evropi, nazadnje v Varšavi, Kišinjevu in Talinu.